# Tipula (Savtshenkia) rothschildi
Tipula (Savtshenkia) rothschildi is een tweevleugelige uit de familie langpootmuggen (Tipulidae). De soort komt voor in het Afrotropisch gebied.